# سرعه السلك
تشير سرعة السلك أو سرعة الموصل في سياق شبكات الحاسوب إلى معدل نقل البتات في الطبقة المادية المتكونة من سلك (ألياف ضوئية أو أسلاك نحاسية) مقترنًا بجهاز اتصال رقمي أو واجهة أو منفذ.